# Реут, Константин Феликсович
Константин Феликсович Реут (8 [21] мая 1911, Катайское, Пермская губерния — 2 марта 1942, Залучский сельсовет, Ленинградская область) — русский советский поэт, журналист, строитель, участник Великой Отечественной войны, старший лейтенант.

## Биография
Константин Реут родился 8 (21) мая 1911 года в семье агронома в селе Катайском Катайской волости Камышловского уезда Пермской губернии, ныне город Катайск — административный центр Катайского муниципального округа Курганской области. Отец, Феликс Каземирович, происходил из старинного польско-литовского рода Гоздава-Реутт, родился в Царстве Польском. Мать, Юлия Васильевна.
Детство прошло в городе Камышлове. С 1919 по 1927 год учился в Камышловской школе второй ступени. Теперь это школа № 1. В школе уже был признанным поэтом и бессменным редактором стенной газеты, где и публиковал свои первые стихи. Школьником в 1927 году опубликовал стихотворение «Стальной конь» в местной газете «На смену», затем регулярно печатался в этой газете и газете «Уральский рабочий».
Из третьей группы (или седьмого класса современной школы) Реут поехал в Пермь, чтобы быстрее получить специальность в строительной профшколе.
С началом строительства в 1929 году Челябинского тракторного завода переехал в Челябинск, устроился на стройку рабочим, затем был назначен техником-десятником. Один из основателей литературного объединения ЧТЗ.
В конце 1932 года переехал в Свердловск, работал в газете «Уральский рабочий». Занимался в литературном объединении в Свердловске.
В 1933 году К. Реут принят в члены Союза писателей СССР.
Опубликованное в 1933 году в газете «Правда» стихотворение «Песня о мировом бригадире» принесло ему признание. С трибуны Первого съезда советских писателей (17 августа — 1 сентября 1934 года) К.Ф. Реут назван в авангарде уральских писателей. К.Ф. Реут был делегатом этого съезда.
С 1936 года работал в железнодорожной газете «Путевка», писал очерки о тружениках Урала.
В 1941 году ушёл на фронт. Служил начальником связи 246-го отдельного лыжного батальона 3-й ударной армии, старший лейтенант. Погиб 2 марта 1942 года. В похоронке указано, что Реутт (в документе с двумя «т») погиб, даты смерти нет, есть дата написания похоронки 15 июня 1942 года, указано место гибели — деревня Князево Залучского сельссовета Залучского района Ленинградской области, и то, что он захоронен в братской могиле там же. Ныне деревня Князево не существует, территория находится в Залучском сельском поселении Старорусского района Новгородской области. Похороненные у деревни Князево бойцы были перезахоронены в братскую могилу в деревне Стариково Медниковского сельского поселения Старорусского района Новгородской области.

## Творчество
Поэзия Реута пронизана пафосом строительства социализма.

## Книги
- Реут, К. Ф. Убеждение. — Свердловск: Свердлгиз тип. треста «Полиграфкнига», 1934. — 63 с. — 3000 экз.[8]
- Реут, К. Ф. Весеннее сердцебиение. — Свердловск: Кн. изд., 1963. — 67 с. — 5000 экз.[9]
- Реут, К. Ф. Ликуй, заря!. — Свердловск: Сред.-Урал. кн. изд., 1981. — 61 с. — 10 000 экз.[10]

## Память
Упомянут на мемориальной доске уральским писателям, погибшим в Великой Отечественной войне, Дом писателя города Екатеринбурга, ул. Пушкина, д.12 — 56°50′14″ с. ш. 60°36′33″ в. д.

## Семья
- Брат, Леонид Феликсович Реут, работал в музыкальной школе города Камышлова.
- Сестра, Маргарита Феликсовна (в замужестве Малькова), агроном
- Сын, Феликс Константинович Реут, заслуженный рационализатор Уральского электрохимического комбината (УЭХК)
  - Внук, Константин Феликсович Реут, инженер-энергетик профильного цеха УЭХК
  - Внучка, Юлия Феликсовна, инженер-конструктор УЭХК